# Fritz Busch
Fritz Busch, född 13 mars 1890 i Siegen, Westfalen, död 14 september 1951 i London, var en tysk dirigent.
Fritz Busch var operadirigent i Dresden, men vägrade underordna sig den nya nazistregimens önskemål och emigrerade 1933 till England. Under några följande år dirigerade han symfoniorkestrar i Buenos Aires, Stockholm, Köpenhamn, Edinburgh och Zürich och blev senare konsert- och operadirigent vid "Glyndebourne summer festival" i England.
1945 till 1950 var han konstnärlig ledare vid Metropolitanoperan i New York. I februari 1951 återvände han till Europa för en tilltänkt befattning vid Wiens Statsopera, en plan som gick om intet på grund av hans död samma år.
Under åren 1934-1951 var han den främsta gästdirigenten vid Danmarks nationella symfoniorkester i Köpenhamn. Under denna tid framträdde han även i Malmö.
Fritz Busch var bror till den framstående violinisten Adolf Busch och cellisten Hermann Busch.